# Сан Ђорио ди Суса
Сан Ђорио ди Суса (итал. San Giorio di Susa) је насеље у Италији у округу Торино, региону Пијемонт.
Према процени из 2011. у насељу је живело 824 становника. Насеље се налази на надморској висини од 427 м.

## Становништво
| 1931. | 1936. | 1951. | 1961. | 1971. | 1981. | 1991. | 2001. | 2011. |
| ----- | ----- | ----- | ----- | ----- | ----- | ----- | ----- | ----- |
| 1.582 | 1.512 | 1.378 | 1.157 | 917   | 827   | 905   | 949   | 1.040 |